# Retschwil
Retschwil är en ort i kommunen Hitzkirch i kantonen Luzern i Schweiz. Den ligger cirka 16,5 kilometer norr om Luzern, vid Baldeggersee. Orten har 169 invånare (2024).
Orten var före den 1 januari 2009 en egen kommun, men inkorporerades då tillsammans med Gelfingen, Hämikon, Mosen, Müswangen och Sulz i kommunen Hitzkirch. Kommunen omfattade även byarna Stäfligen och Wolfetschwil.